# Михайлов, Константин Петрович
Константи́н Петро́вич Миха́йлов (р. 24 октября 1965, Москва, РСФСР, СССР) — советский и российский журналист, писатель, краевед и общественный деятель. Один из инициаторов создания общественного движения «Архнадзор», член его координационного совета. С 2012 года — член Общественной палаты Российской Федерации и член Совета при президенте РФ по культуре и искусству. С 2018 года — Совета при Президенте Российской Федерации по развитию гражданского общества и правам человека.

## Биография
Константин Михайлов родился в Москве в 1965 году. В 1988-м окончил факультет журналистики Московского университета, работал в журнале «Юность», «Родной газете», «Российской газете», еженедельниках «Собеседник» и «Век». С 2003 по 2005 год был главным редактором еженедельника «Политический журнал». В 2009—2010 годах был обозревателем издания «Газета» по проблемам охраны культурного наследия. С 2014 года – главный редактор сайта "Хранители Наследия". В 2017–2018 гг., 2020–2024 гг. – главный редактор журнала "Охраняется государством".

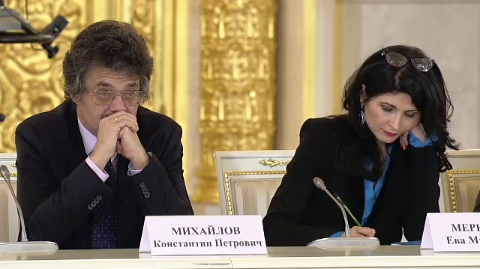
Е. М. Меркачёва и К. П. Михайлов на заседании Совета при Президенте Российской Федерации по развитию гражданского общества и правам человека (11 декабря 2018 года)

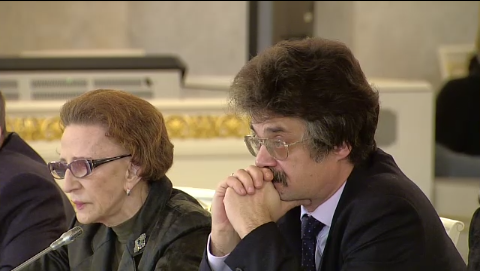
Т. Г. Морщакова и К. П. Михайлов на заседании Совета при Президенте Российской Федерации по развитию гражданского общества и правам человека (11 декабря 2018 года)

Участвуя в московском градозащитном движении начиная с середины 1980-х годов, Константин Михайлов был автором идеи и организатором серии выставок «Против лома», посвящённых разрушению архитектурных и исторических памятников Москвы (1999—2003) и соорганизатором выставки «Сносить нельзя реставрировать» (октябрь 2008 года, совместно с проектом «Москва, которой нет»).
Стал одним из инициаторов создания общественного движения «Архнадзор», образованного 7 февраля 2009 года. Является членом его координационного совета а также координатором информационной секции.
Член Общественной палаты (в 2012–2014 гг.) и Совета при президенте РФ по культуре и искусству (в 2012–2018 гг.). С 2018 года —член Совета при Президенте Российской Федерации по развитию гражданского общества и правам человека.

## Семья
Женат.
Дочь Константина Михайлова — актриса, работает в кукольном театре «Тень».

## Награды
Лауреат конкурса «Золотое перо России» (1998).